# Beri (samhälle)
Beri är ett samhälle i Montenegro. Det ligger i den centrala delen av landet.
Trakten runt Beri består till största delen av jordbruksmark.